# Hunter Tylo

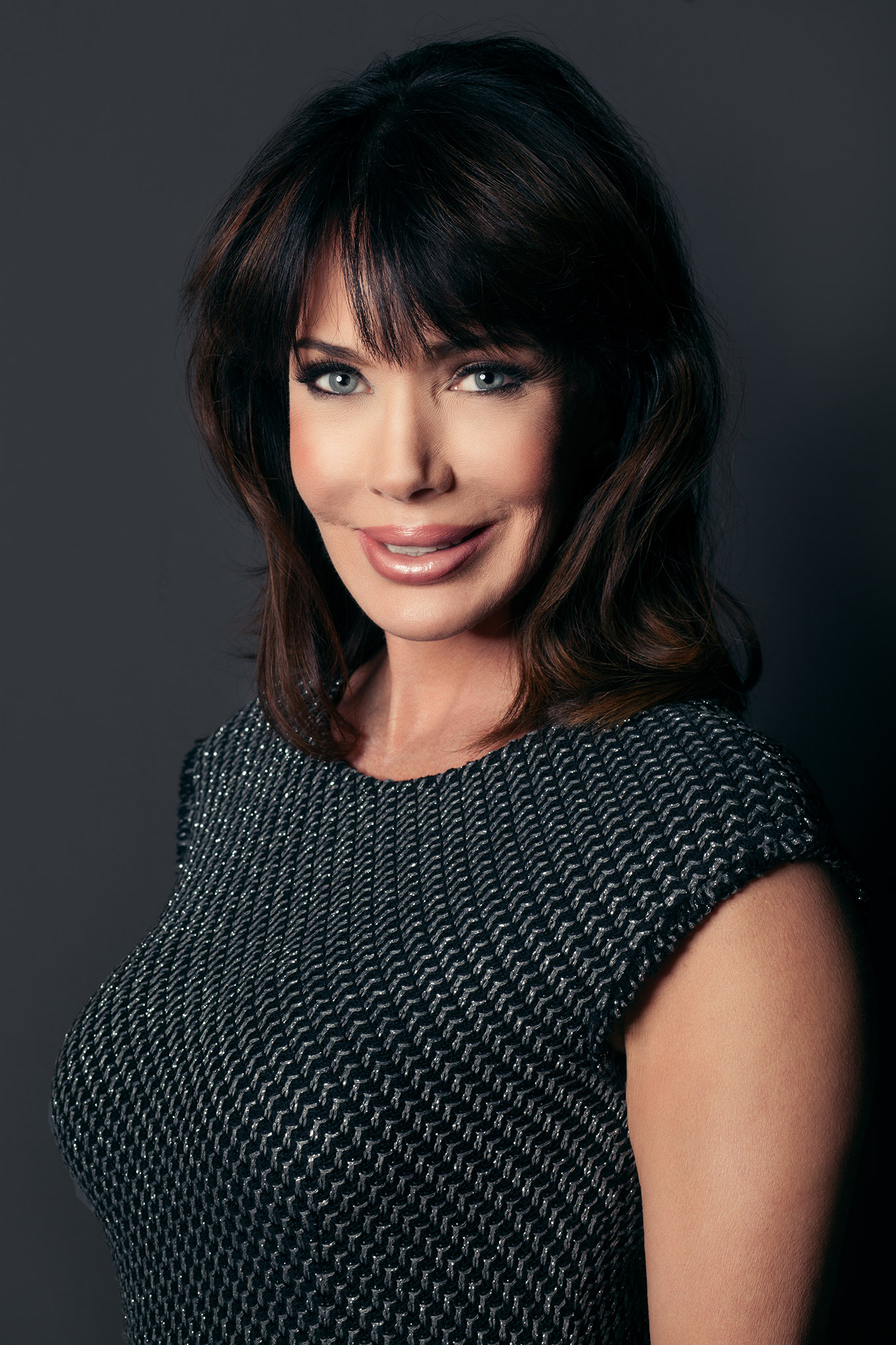
Hunter Tylo (2014)

Hunter Tylo (* 3. Juli 1962 in Fort Worth, Texas als Deborah Jo Hunter) ist eine US-amerikanische Schauspielerin und Autorin. Bekannt wurde Tylo in den 1970er und 1980er Jahren als Model und in den 1990er Jahren für ihre Rolle der Dr. Taylor Hayes Forrester in der Fernsehserie Reich und Schön.

## Leben und Karriere
Tylos Schauspielkarriere begann 1985, als sie drei Jahre lang in der Serie All My Children die Rolle der Robin McCall verkörperte. Am Set lernte sie ihren späteren Ehemann Michael Tylo kennen. 1988 wechselte sie zu Zeit der Sehnsucht und 1990 schließlich zu Reich und Schön. Im Frühjahr 1996 entschloss sie sich, die Serie zu verlassen und bei Melrose Place einzusteigen. Sie erkannte in der Zeit, dass sie schwanger war, worauf ihr von Spelling-Productions gekündigt wurde. Sie stieg wieder bei Reich und Schön ein, verklagte aber Aaron Spelling 1997 wegen Diskriminierung. Von einem Geschworenengericht wurden ihr zwar 4,89 Millionen US-Dollar Entschädigung zugesprochen, die Rolle der Taylor McBride in Melrose Place ging jedoch an ihre Kollegin aus Zeit der Sehnsucht Lisa Rinna. Nach Unstimmigkeiten mit dem Reich und Schön-Produzenten Bradley Bell entließ man Tylo 2002 aus ihrem Vertrag, und die Figur Dr. Taylor Hayes Forrester starb im selben Jahr. 2005 wurden sie und die Produzenten sich einig, die Rolle der Dr. Taylor Hayes Forrester wieder zum Leben zu erwecken. 
Tylo war seit dem 7. Juli 1987 mit ihrem Schauspielkollegen Michael Tylo verheiratet. Das Paar hat drei gemeinsame Kinder: Michael Jr. (1988–2007), Izabella Gabrielle (* 1996) und Katya Ariel (* 1998). Aus ihrer ersten Ehe mit Tom Morehart stammt außerdem ein Sohn namens Christopher (* 1980). Die Ehe mit Michael Tylo wurde Ende 2005 geschieden. Als ihre vier Monate alte Tochter Katya 1998 an Retinoblastom, einer seltenen Form von Augenkrebs erkrankte, schrieb Tylo ihre Autobiografie Making A Miracle. Nachdem das rechte Auge von Katya entfernt werden musste, unterzog sie sich einer Chemotherapie. Kurzzeitig entwickelte sich im linken Auge ebenfalls ein Tumor, der aber glücklicherweise wieder verschwand. Am 18. Oktober 2007 ertrank ihr Sohn Michael Jr. im Alter von 19 Jahren im Pool des Familienanwesens in Henderson, Nevada. Michael Jr. litt unter Epilepsie, und man geht davon aus, dass er während eines Anfalls in den Pool fiel und ertrank.

## Filmografie (Auswahl)
- 1989: Zeit der Sehnsucht (Days of our Lives, Fernsehserie, eine Episode)
- 1990–2019: Reich und Schön (The Bold and the Beautiful, Fernsehserie, über 2100 Episoden)
- 1994: The Maharaja Daughter
- 1996: Baywatch – Die Rettungsschwimmer von Malibu (Baywatch, Fernsehserie, eine Episode)
- 1997: Diagnose: Mord (Diagnosis Murder, Fernsehserie, eine Episode)
- 2001: Longshot – Ein gewagtes Spiel (Longshot)
- 2003: She Spies – Drei Ladies Undercover (She Spies, Fernsehserie, eine Episode)
- 2004: They Are Among Us (Fernsehfilm)
- 2004: A Place Called Home (Fernsehfilm)
- 2005: Down and Derby
- 2005: Sharkman – Schwimm um dein Leben (Sharkman, Fernsehfilm)